# Hytinsaari (ö, lat 62,54, long 27,83)
Hytinsaari är en ö i Finland. Den ligger i sjön Savivesi och i kommunen Leppävirta i den ekonomiska regionen  Varkaus ekonomiska region  och landskapet Norra Savolax, i den centrala delen av landet, 300 km nordost om huvudstaden Helsingfors. Öns area är 0,8 hektar och dess största längd är 220 meter i öst-västlig riktning.